# Reguła konwersacyjna
W teorii implikatur konwersacyjnych Paula Grice'a reguły konwersacyjne (nazywane też maksymami konwersacyjnymi lub zasadami konwersacyjnymi) to zbiór praw regulujących komunikację językową. Ostentacyjne naruszenie przez nadawcę reguły konwersacyjnej może być albo świadectwem nieporozumienia (np. tego, że jeden z uczestników komunikacji nie słyszy czy nie rozumie drugiego albo że jest z jakichś powodów niezdolny do komunikacji językowej, np. chory psychicznie), albo też sygnałem wystąpienia (o ile nic nie wskazuje na to, że nadawca nie przestrzega Zasady Współpracy) implikatury konwersacyjnej.
Podstawowym założeniem teorii implikatur konwersacyjnych jest to, że komunikacja jest zachowaniem celowym. Dlatego pierwsza, najogólniejsza reguła Grice'a (zwana Zasadą Kooperacji), z której da się wyprowadzić wszystkie pozostałe, brzmi:

Wnoś swój wkład do konwersacji tak, jak tego w danym jej stadium wymaga przyjęty cel czy kierunek wymiany słów, w której bierzesz udział

Z tej ogólnej zasady wynikają kolejne maksymy które można grupować w czterech kategoriach:
1. ilości (informować w ilości stosownej do celu konwersacji)
2. jakości (podawać informacje prawdziwe; „nie mów tego, o czym sądzisz, że nie jest prawdą”)
3. stosunku (mówić to co istotne dla tematu rozmowy)
4. sposobu (mówić jasno i zrozumiale; „unikaj wieloznaczności, wypowiadaj się zwięźle”)

Inni autorzy rozwinęli teorię Grice'a i proponowali dłuższe listy reguł, dodając do wyżej wymienionych np. maksymę grzeczności czy maksymę informatywności.